# Луговской, Иннокентий Степанович
Инноке́нтий Степа́нович Луговско́й (17 [30] ноября 1904, с. Турга, ныне Забайкальский край — 20 июля 1982, г. Иркутск) — русский советский поэт, журналист, член СП СССР. Переводчик стихов и прозы писателей Бурятии и Монголии, песен и сказок хакасов и эвенов. Участник Великой Отечественной войны. Кавалер ордена Красной Звезды (1945).

## Биография
Родился 17 (30) ноября 1904 года в семье казака, расстрелянного семёновцами в 1919 году. После этого вместе с братом ушёл в партизаны. Окончил Борзинское начальное училище (1920), Тургинскую девятилетнюю школу (1925), Московский институт журналистики (1928).
После Гражданской войны — батрак и активный селькор. С 1925 года — работник газеты «Забайкальский рабочий». Как корреспондент ездил по Восточной Сибири и Дальнему Востоку.
В 1928 году призван в ряды Красной Армии, участник событий на КВЖД (1929). С 1931 года жил и работал в Иркутске.
С 1941 года — на Забайкальском фронте, сотрудник газеты 36-й армии «Вперёд к победе», с весны 1944 года фронтовой корреспондент газеты «На боевом посту». Один из авторов стихов для «Окон ТАСС» Забайкалья и Приамурья.

## Творчество
В 1923 году начал публиковать в газетах «Забайкальский крестьянин», «Забайкальский рабочий» (Чита) корреспонденции, стихотворные фельетоны, лирические стихи .
В 1934 году вышла первая книга — сборник стихов «Просека».
Автор сборников детских стихов — «Едем в поле!» (Иркутск, 1952), «Мишуткин трудодень» (Красноярск, 1953), «Кто разбил лёд?» (Москва, 1956).
В Иркутске стихи включены в региональную школьную программу по внеклассому чтению.

## Избранная библиография
- Просека: Стихи. — Иркутск, 1934.
- Утро Ангары: Стихи. — Иркутск, 1956.
- Незабываемое: Стихи. — Чита, 1958.
- Сибирские стихи. — М.: Сов. писатель, 1959.
- Избранные стихи. — Новосибирск: Зап.-Сиб. кн. изд-во, 1965. — 295 с., порт. — (Б-ка сиб. поэзии).
- Тайга зовет: Стихи. — Иркутск, 1971.
- Эхо: Стихи разных лет. — Иркутск, 1981.

## Награды
- Орден Красной Звезды (1945).
- Медали.